# Museu d'instruments musicals Emilio Azzarini
El Museu d'instruments musicals Emilio Azzarini és un museu especialitzat en instruments musicals pertanyents a la Universitat Nacional de La Plata (UNLP), localitzat al carrer 45 entre 6 i 7 de la mateixa ciutat.
El Museu Azzarini va iniciar la seva activitat el 9 de desembre de 1985 a partir de la donació de la col·lecció privada del Dr. Emilio Azzarini. Des de 1963 fins a la seva inauguració com a museu, la col·lecció va ser exhibida a la Universitat Nacional de La Plata amb el títol de "Col·lecció d'Instruments Musicals Dr. Emilio Azzarini". Durant aquest període, la col·lecció va anar sumant donacions de particulars i ambaixades, fins que es va decidir de convertir-lo en un museu temàtic. Actualment, la col·lecció conté 800 instruments musicals de tots els continents, a més de partitures, llibres i manuscrits de diverses èpoques.